# Giampaolo Coral
Giampaolo Coral (Trieste, 22 gennaio 1944 – Trieste, 17 febbraio 2011) è stato un compositore italiano.

## Biografia
Inizia la sua attività musicale a 14 anni come organista nella sua città natale di Trieste. Dopo essersi diplomato in pianoforte presso il Conservatorio Benedetto Marcello a Venezia, ha avviato la sua carriera come Maestro Sostituto presso il Teatro Comunale Giuseppe Verdi di Trieste (1967-1973) e come consulente musicale del Teatro Stabile del Friuli Venezia Giulia e di Veneto Teatro (1977-1985). Contemporaneamente era attivo come direttore di coro e come docente di "Esercitazioni corali" presso il Conservatorio Statale di Musica Giuseppe Tartini di Trieste (1971-2001). Dal 1982 è stato socio della Società Italiana degli Autori ed Editori (SIAE).
È stato direttore artistico del Premio Musicale Città di Trieste, concorso internazionale di Composizione musicale, membro della Federazione dei Concorsi Internazionali di Ginevra. Nel 1987 ha fondato a Trieste un'associazione  (Chromas - Associazione Musica Contemporanea) della quale è stato direttore artistico e responsabile e del festival "Trieste Prima - Incontri Internazionali con la Musica Contemporanea". Dal 1995 al 2004 è Direttore Artistico del Settore Musica di Trieste Contemporanea (http://www.triestecontemporanea.it).
Nel 1970 esordisce in Germania, con la sua prima opera orchestrale, il "Requiem per Jan Palach ed altri" (1969), eseguito dallo Stadt-Symphonie Orchester, Gelsenkirchen e nel 1971 nella sua città natale, al Teatro Comunale G. Verdi, con "Magnificat" per soprano e orchestra che verrà ripreso nel 1973, nella Grosser Musikvereinssaal di Vienna dalla ORF Symphonie Orchester e nel 1976 dall'Orchestra della RAI di Milano.
Ha composto varie opere teatrali, tra cui il balletto "Favola - pantomima romantica" (E. W. Korngold), rappresentato nella stagione lirica 1981-1982 del Teatro Comunale G. Verdi di Trieste, "Il canto del cigno" (A. Čechov), premiata al Concorso Internazionale per opera da camera “Carl Maria von Weber”, indetto dalle Dresdner Musikfestspiele e dalla Staatsoper Dresden. Nel 1983 ha composto l'opera “Mr. Hyde?” (R. L. Stevenson),  eseguito nel 2008 dal Teatro G. Verdi di Trieste e l'opera da camera “Demoni e fantasmi notturni della città di Perla” eseguita al Mittelfest di Cividale del Friuli nel 1999 e nell'anno successivo a Zagabria.
Ha scritto 4 opere di teatro musicale radiofonico, una delle quali è stata presentata, con la regia di Giorgio Pressburger, all'"Atelier sur la prise du son dans le théâtre radiophonique", indetto a Hilversum, dall'Union Européenne de Radiodiffusion. 
Notevole, inoltre, la produzione di musiche di scena (circa 2000 repliche) per 25 spettacoli di prosa rappresentati in teatri italiani ed esteri (Burgtheater Wien, Festival of Two Worlds Charleston, Narodno Kazalisce Zagreb, Schauspielhaus Graz, Slovensko Narodno Gledalisce Lubiana, etc.), collaborando con registi quali Franco Enriquez, Francesco Macedonio, Furio Bordon, Sandro Sequi, Paolo Magelli, Gianfranco De Bosio, Giorgio Pressburger, Franco Giraldi.
La sua attività principale è concentrata sulla composizione di musica orchestrale e da camera, tra cui molte opere con voce sia cantata sia recitante. Ha inoltre una notevole produzione di musiche corali con e senza accompagnamento strumentale.
Ha vinto numerosi premi internazionali, tra cui il Concorso internazionale Premio Musicale Città di Trieste, il Prix de Composition Musicale Prince-Pierre-de-Monaco, il Premio Gianfrancesco Malipiero (Treviso), il Premio di Composizione Musicale dell'Unione dei Compositori Ungheresi (Budapest), il XIII Concurso Internacionale de Composicion Musical (Tolosa, Spagna), il Concours Européen de Composition (Lovanio, Belgio), l'Internationaler Wettbewerb für Kammeroper "Carl Maria von Weber" (Dresda), il Premio Internacional de Musica Oscar Esplà (Alicante), il Premio Internazionale di Composizione Musicale Tone Tomsić (Lubiana, Slovenia), il Concours International de Composition de Musique Sacrée (Friburgo, Svizzera) e l'International Edvard Grieg Memorial Competition for Composers (Oslo, Norvegia).